# 真・三國無双 NEXT
『真・三國無双 NEXT』（しんさんごくむそう ネクスト）は、コーエーテクモゲームスから2011年12月17日に発売されたPlayStation Vita用のアクションゲームソフト。
キャッチコピーは「一騎当千は、次世代のステージへ!」。

## 概要
PS Vitaに搭載されているタッチパッドやモーションセンサーを利用したアクションシーン『アクシデンタルバトル』が随所に用意されており、本体を移動させて敵を発見したり敵をタッチすることで攻撃するなどが可能。従来までの無双シリーズと同様に左スティックやボタンを使用する場面も多い。
また、ネットワークを介したオンラインプレイにも対応（常時接続ではない）。他のプレイヤー情報を読み込んで敵勢力として登場させたり、相手プレイヤーからの挑戦を受けたり挑戦状を送ることが可能。

## キャラクター
『真・三國無双6 猛将伝』に登場した全65キャラが全て使用可能。衣装デザインは『6猛将伝』に準じている。
徐晃・龐徳・月英・董卓の4人は『6猛将伝』の使用武器ではなく、別の武器に変更されている。この武器変更は本作から間もなく発売された「無双OROCHI 2」にも反映されている。
- 「エディット」モードによりオリジナルの武将を作成できる。
  - 声：宮坂俊蔵（男・純粋）、三宅淳一（男・熱血）、会一太郎（男・冷静）、山本圭一郎（男・重鎮）、宮崎寛務（男・老練）、笠原留美（女・可憐）、吉川未来（女・活発）、小松里歌（女・勝気）、野中藍（女・古風）、宇和川恵美（女・妖艶）

## 新システム
無双ゲージが満タンのときに発動して、武将ごとにアクションが違う『神速乱舞』や、ブレイクゲージが満タンのときに敵拠点をタッチすると発動する『ダイレクトブレイク』などが存在。神速乱舞はキャラクターごとに本体シェイクやフリックなど操作が異なり、ダイレクトブレイクは本陣以外の拠点を一発で制圧・かつそれ以降奪い返されなくなる。
本体シェイクと本体移動の操作は、左右のスティックやL・Rボタンで代用することも可能。

## スタッフ
- ディレクター: 庄知彦
- リードプログラマー: 古澤正紀

## その他
ゲームの進行方法は、過去に発売された『Empires』と同様に敵の勢力を攻めて制圧していく。ただし『Empires』よりも制約は多く、敵の侵攻戦に対して防衛できない・隣接する敵の支配地域Lvが自分の地域より上だと攻め込めないなどがある。
エディットモードも搭載され、最大100人まで武将を作成可能。演義モードでは使用できない。エディットパーツは『5Empires』に登場したものが（DLCのパーツ含む）再登場している。
一部のボイスタイプは担当声優が変更され、使用できるボイスタイプも減少している。

## ダウンロードコンテンツ
『6』に登場した「オリジナル衣装」を一枚毎に販売している。勢力ごとにまとめたセットパックもあり。